# G7
Grupul celor Șapte (G7) reprezintă un forum internațional al guvernelor unor state dezvoltate din punct de vedere economic, tehnologic și militar: Canada, Franța, Germania, Italia, Japonia, Regatul Unit al Marii Britanii și al Irlandei de Nord și Statele Unite ale Americii. Împreună, acestea, deși cuprind aproximativ 10% din populația lumii, însumează între 35 și 40 din produsul intern brut la nivel mondial. De asemenea, ele totalizează aproximativ 40% din cheltuielile militare din lume, iar patru din cele șapte, adică Franța, Marea Britanie și Statele Unite ale Americii dețin 45% din armamentul nuclear al lumii.
Principalul domeniu de activitate al grupului G7 este economia mondială.
Între 1997 și 2014, G7 a fost cunoscut ca "Grupul celor Opt" (G8), format din țările G7 plus Rusia. La 2 martie 2014, din cauza implicării Rusiei în conflictul din Ucraina, participanții din șapte țări (fără Rusia), împreună cu reprezentanții Uniunii Europene și a Comisiei Europene au suspendat participarea sa la summitul din Sochi și în schimb s-au întrunit la Bruxelles în formatul G7, efectiv excluzând Rusia din acest grup. Conform comunicatului oficial: „În aceste condiții, nu vom participa la summitul planificat să aibă loc la Soci. Vom suspenda participarea noastră la G-8, până Rusia își schimbă cursul.” Din 2014 încoace grupul G8 efectiv cuprinde șapte state și UE ca al optulea participant.

## Structura și activitățile
Prin proiectare, grupului îi lipsea în mod deliberat o structură administrativă precum cele pentru organizațiile internaționale, precum Națiunile Unite sau Banca Mondială. Grupul nu are un secretariat permanent sau birouri pentru membrii săi.
Președinția grupului se rotește anual în rândul țărilor membre, fiecare nou mandat începând cu 1 ianuarie a anului. Ordinea de rotație este: Franța, Statele Unite, Regatul Unit, Rusia (suspendată), Germania, Japonia, Italia și Canada. Țara care deține președinția este responsabilă de planificarea și găzduirea unei serii de întâlniri la nivel ministerial, care au dus la un summit la jumătatea anului la care au participat șefii guvernului. Președintele Comisiei Europene participă în mod egal la toate evenimentele de la summit.
Ședințele ministeriale reunesc miniștrii responsabili pentru diverse portofolii pentru a discuta probleme de interes reciproc sau global. Gama de subiecte include sănătate, aplicarea legii, muncă, dezvoltare economică și socială, energie, mediu, afaceri externe, justiție și interior, terorism și comerț. Există, de asemenea, un set separat de întâlniri cunoscut sub denumirea de G8 + 5, creat în timpul summitului Gleneagles din Scoția din 2005, la care participă miniștrii de finanțe și energie din toate cele opt țări membre, pe lângă cele cinci „țări de informare” care sunt de asemenea cunoscute ca grup al celor cinci - Brazilia, Republica Populară Chineză, India, Mexic și Africa de Sud.
În iunie 2005, miniștrii justiției și miniștrii de interne din țările G8 au convenit să lanseze o bază de date internațională despre pedofili. Oficialii G8 au convenit, de asemenea, să comunice date despre terorism, sub rezerva restricțiilor legilor de confidențialitate și securitate din fiecare țară.

## Critici
Unele critici se concentrează pe afirmația că membrii G8 nu fac suficient pentru a ajuta problemele globale, din cauza politicii stricte de brevete și a altor probleme legate de globalizare. În Unraveling Global Apartheid, analistul politic Titus Alexander a descris G7, așa cum era în 1996, drept „cabinetul” guvernării minorităților globale, cu un rol de coordonare în afacerile mondiale.
Fundația Heritage a criticat G8 pentru susținerea securității alimentare fără a face loc libertății economice.

## Galerie

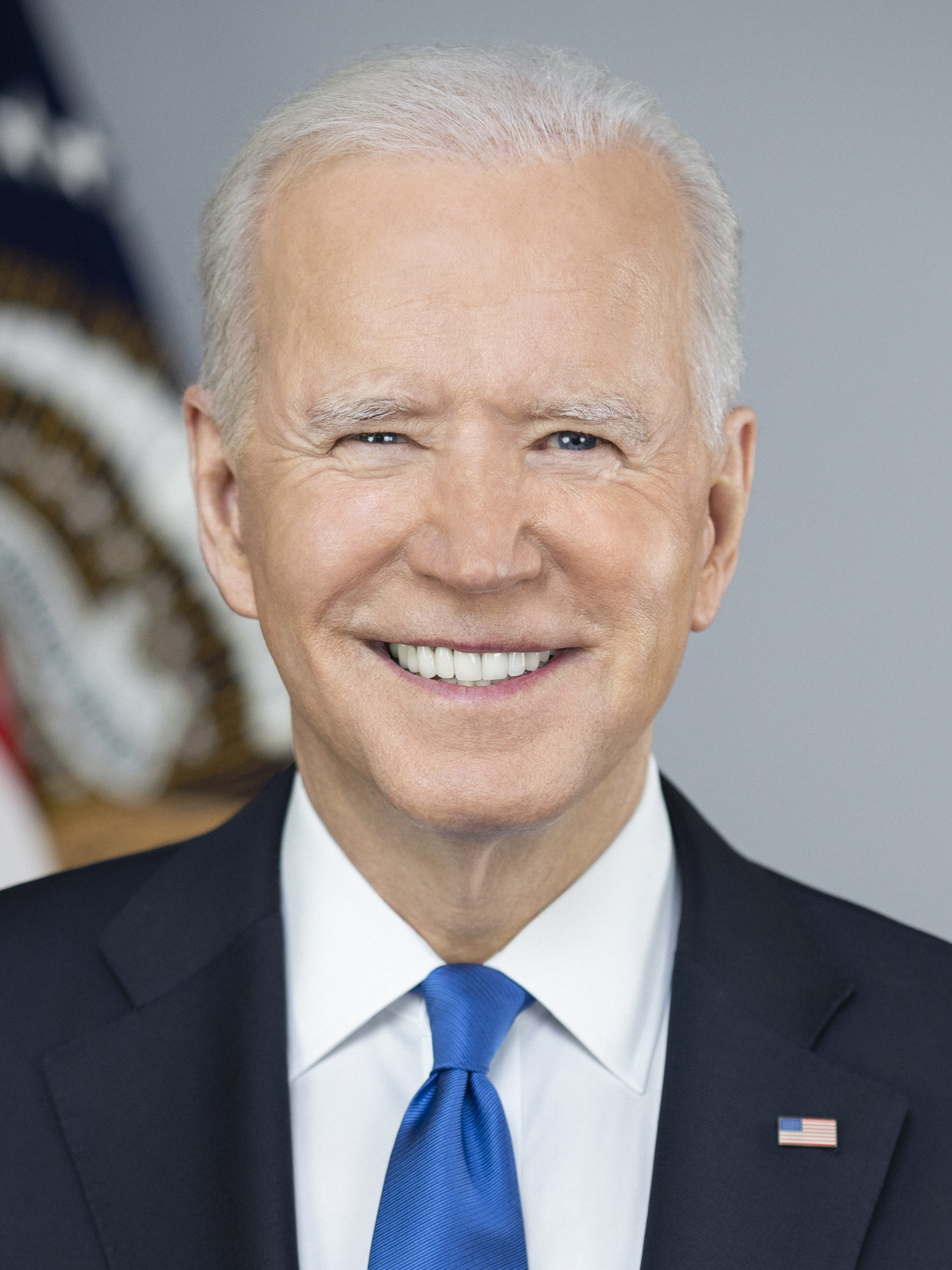
Președintele S.U.A., Joe Biden
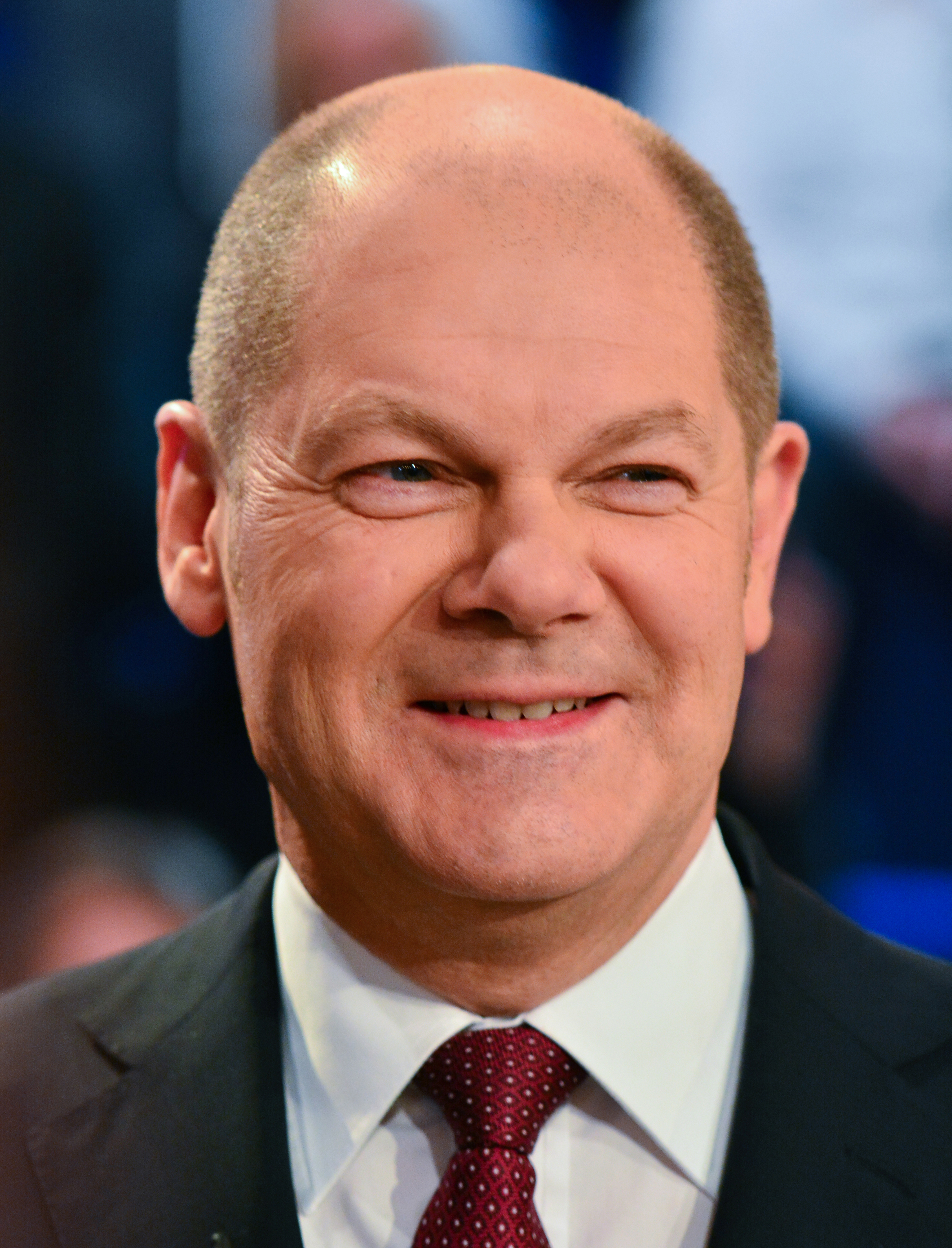
Cancelarul federal al Germaniei, Olaf Scholz
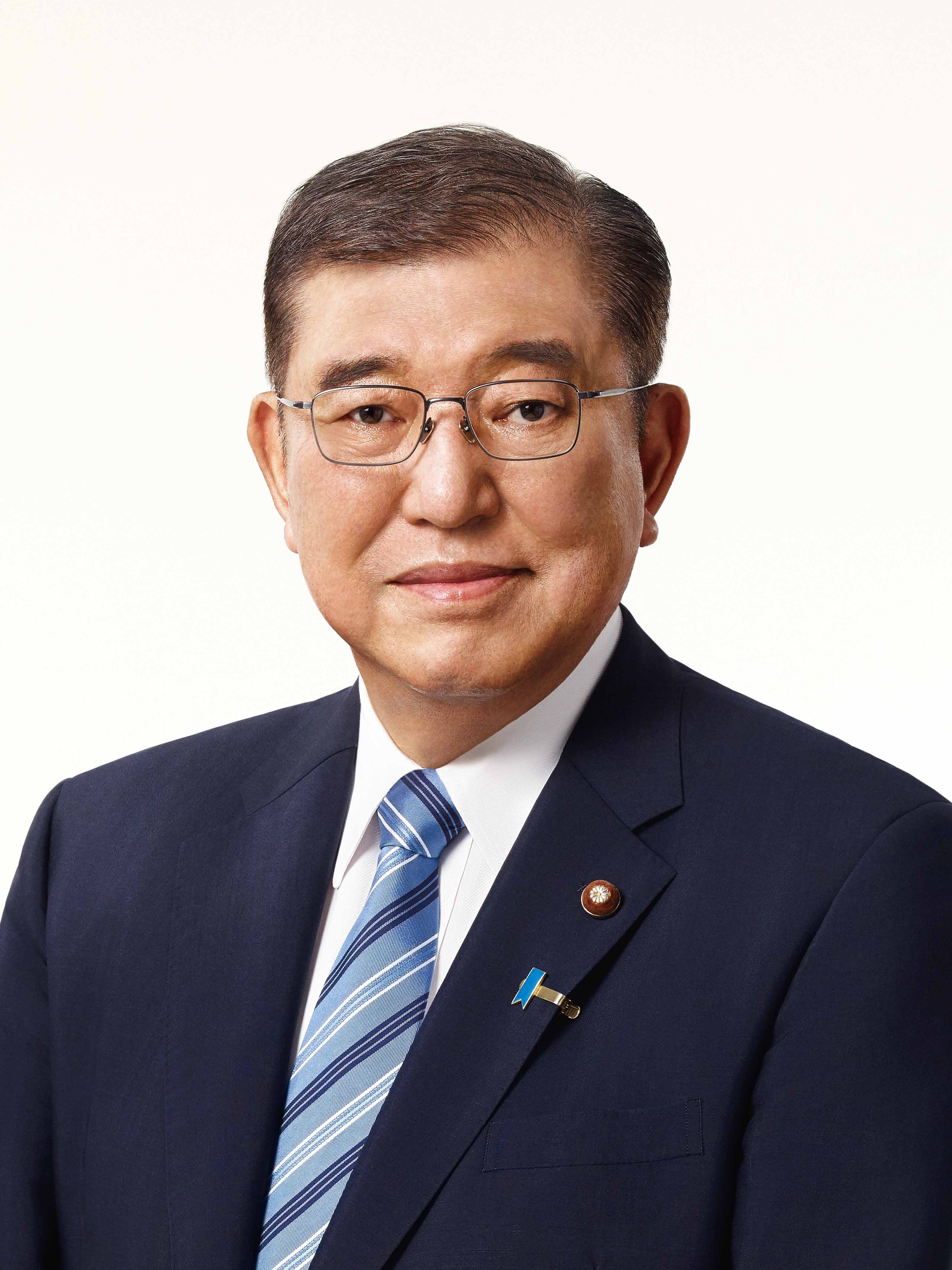
Prim-ministrul Japoniei, Shigeru Ishiba
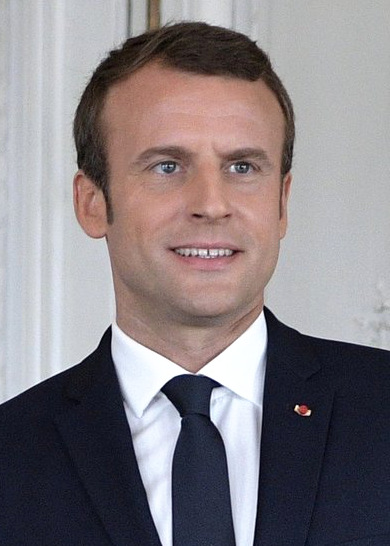
Președintele Franței, Emmanuel Macron
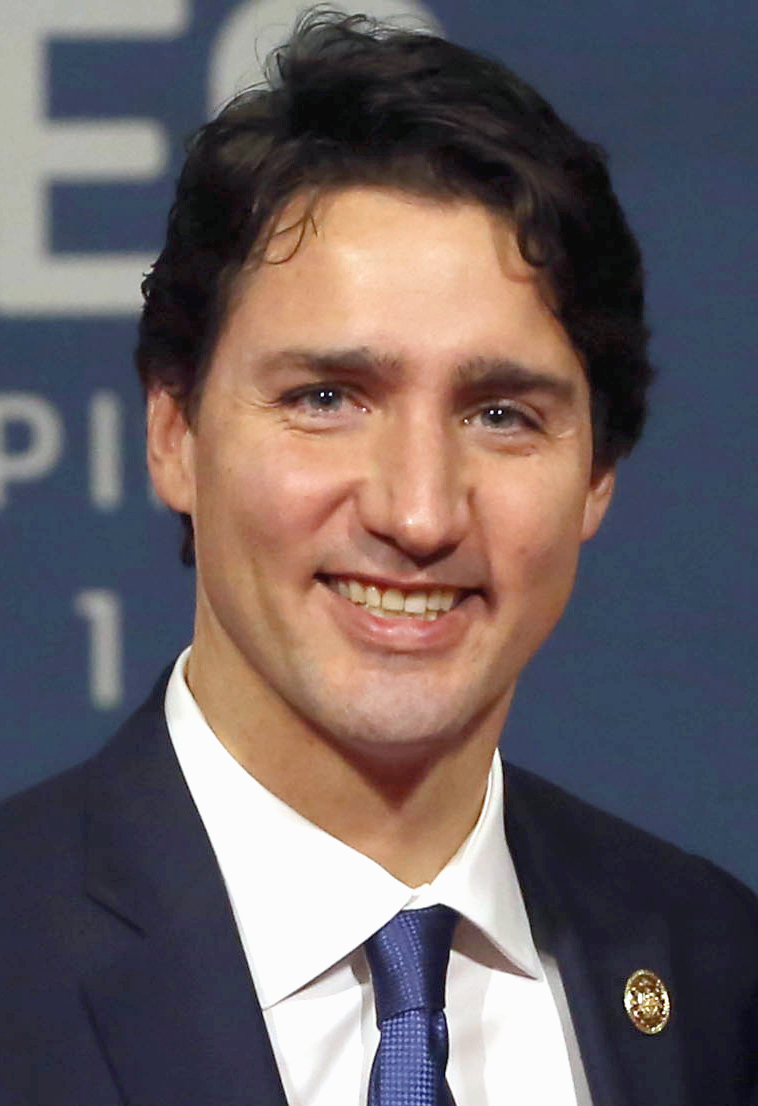
Prim-ministrul Canadei, Justin Trudeau
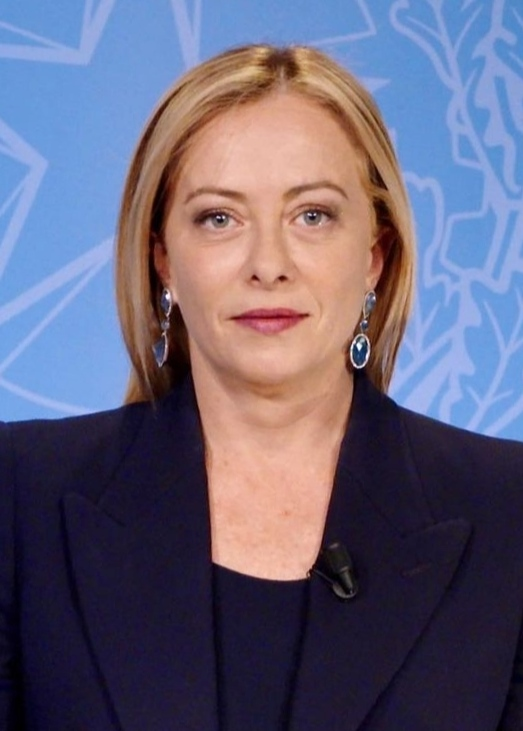
Prim-ministrul Italiei, Giorgia Meloni
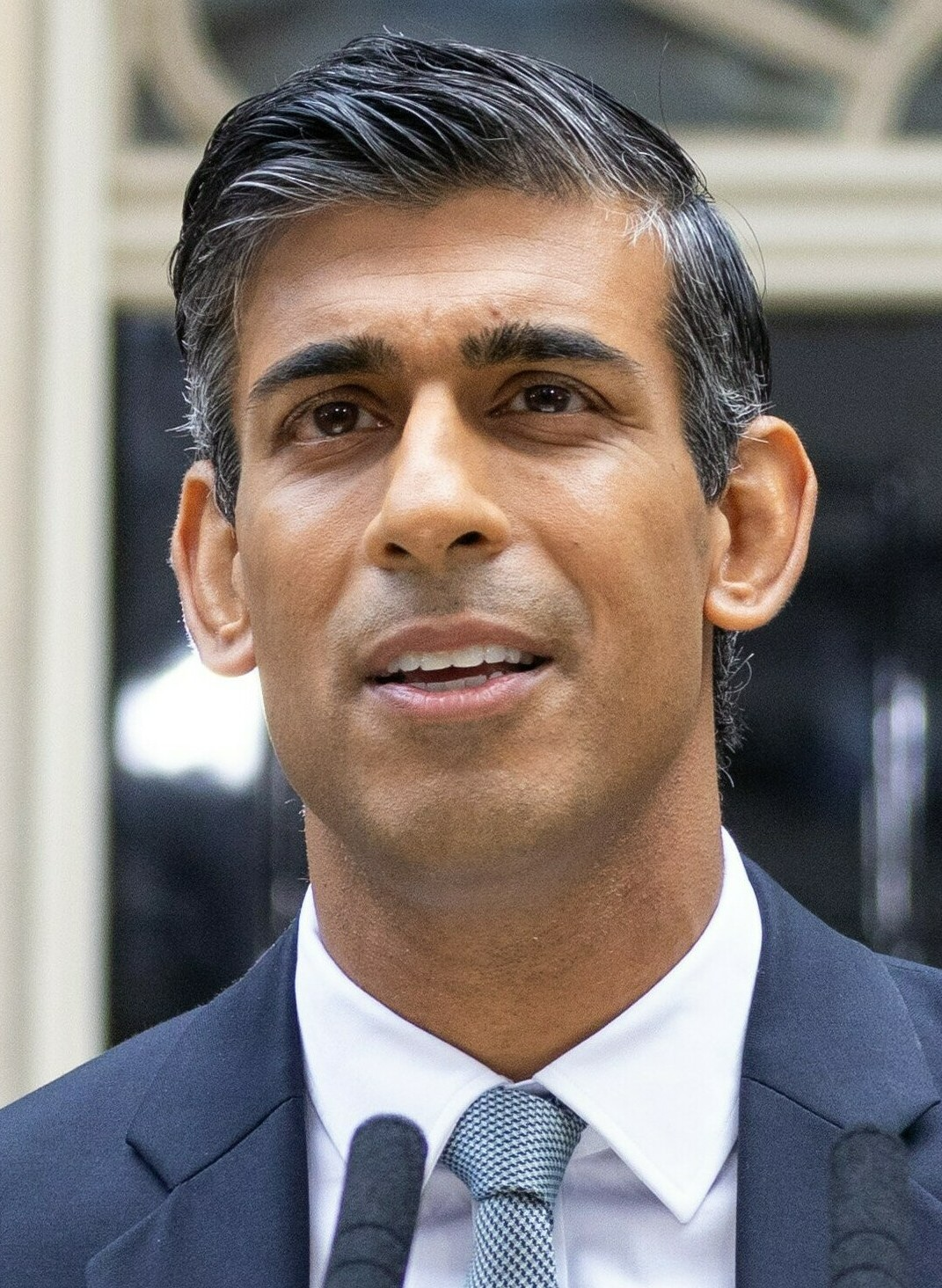
Prim-ministrul Marii Britanii, Rishi Sunak
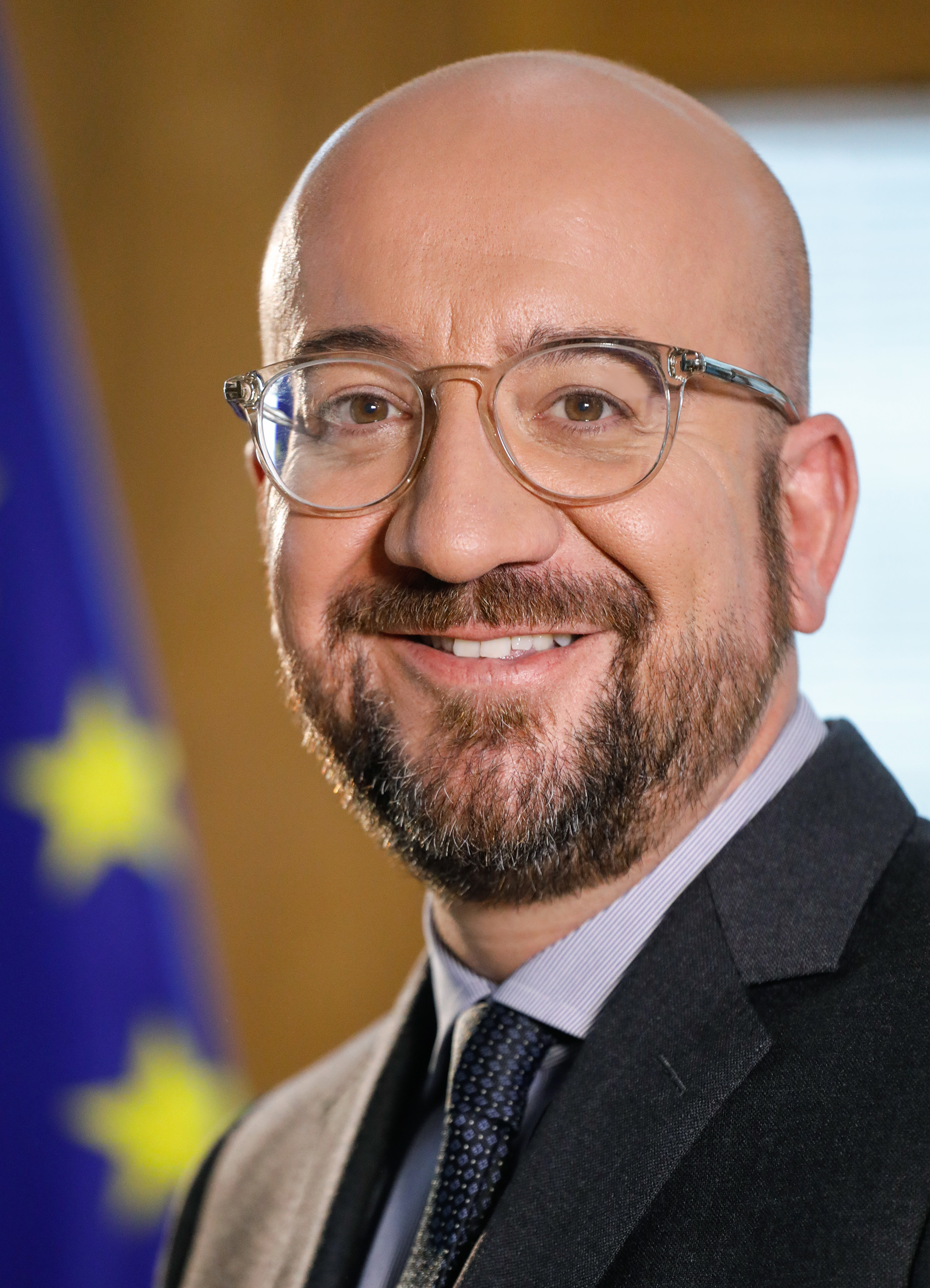
Președintele Consiliului European, Charles Michel
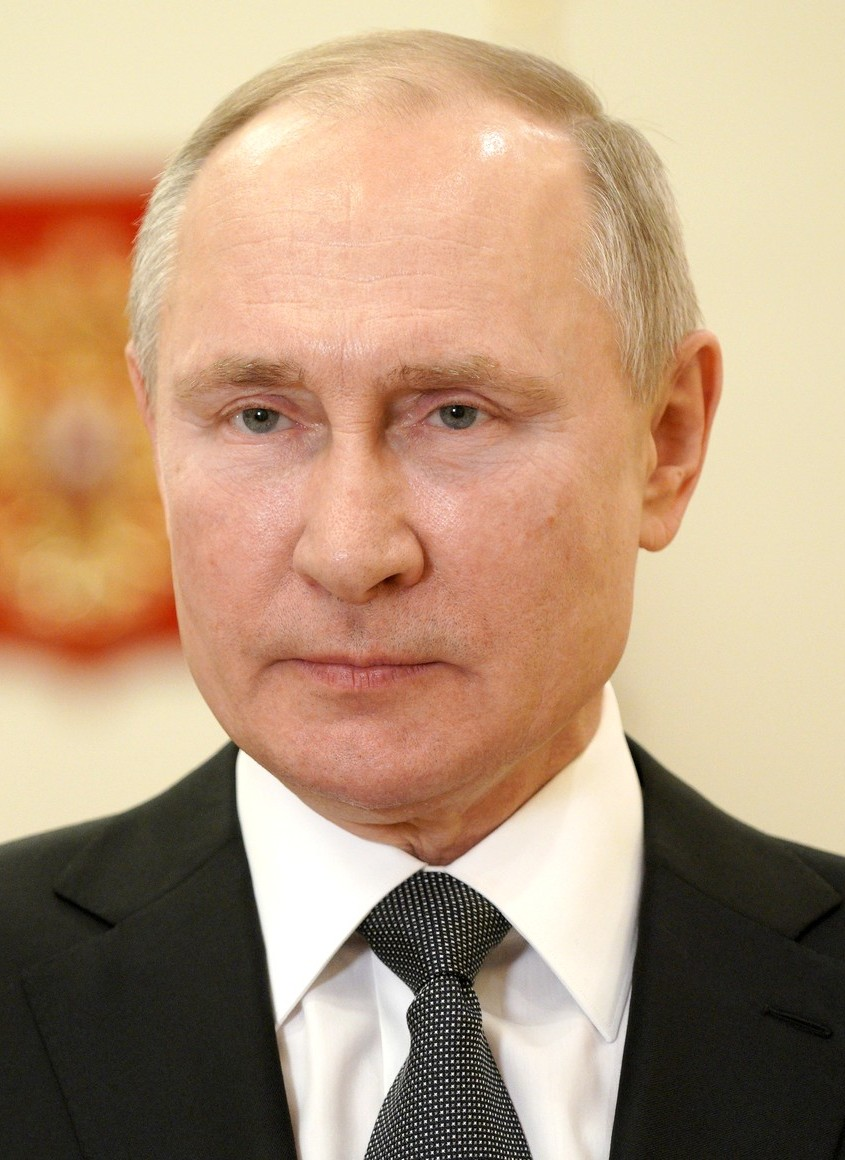
Președintele Rusiei, Vladimir Putin (suspendat la 2014)